# Upper Liard (Yukon)
Upper Liard é um resort no território de Yukon no Canadá, está localizado na estrada Alaska Highway, no quilômetro 1033. Em 2001 o resort possuía 159 habitantes. O resort está próximo da fronteira do Yukon com a Colúmbia Britânica e perto da cidade de Watson Lake, também próximo ao rio Liard. O resort está localizado a uma altura de 610 metros acima do nível do mar.[carece de fontes?]